# غوردون وليامز (كاتب خيال علمي)
غوردون وليامز (بالإنجليزية: Gordon Williams)‏ هو كاتب خيال علمي بريطاني، ولد في 1934 في بيزلي في المملكة المتحدة، وتوفي في 20 أغسطس 2017.

## وصلات خارجية
- غوردون وليامز على موقع IMDb (الإنجليزية)
- غوردون وليامز على موقع قاعدة بيانات الفيلم (الإنجليزية)